# Chiesa di San Colombano (Bergamo)
La chiesa prepositurale di San Colombano è la parrocchiale di Valtesse, quartiere di Bergamo, in provincia e diocesi di Bergamo; fa parte del vicariato urbano Est.

## Storia
La prima citazione di una chiesa a Valtesse è da ricercare in un documento del 1108 in cui si parla della ecclesiam Sancti Columbanii.
Questa chiesa nel 1231 fu sottoposta a quella di San Lorenzo Martire in città, dalla quale si affrancò nel 1469 venendo eretta a parrocchiale.
Nella Nota ecclesiarum fatta redigere nel 1360 da Bernabò Visconti si legge che la chiesa di Valtesse era dipendente dal primiceriato di Seriate.
Dalla relazione della visita pastorale dell'arcivescovo di Milano san Carlo Borromeo s'apprende che la parrocchia di Valtesse era compresa nella vicaria di Seriate e che nella chiesa avevano sede le scuole del Santissimo Sacramento e di Santa Maria.
Verso il 1660 il vescovo Gregorio Barbarigo, visitando la chiesa, annotò che in essa avevano sede le scuole del Rosario, del Santissimo Sacramento, della Concezione della Beata Vergine Maria, dei disciplinati e della Dottrina cristiana e che il parroco era coadiuvato da altri quattro sacerdoti e da tre chierici.
Delle cinque scuole trovate nel 1660 dal vescovo san  Gregorio Barbarigo, nel 1666 risultavano attive solo quelle del Sacramento e della Concezione.
Nel 1750, demolita la vecchia chiesa, fu posta la prima pietra del nuovo edificio, progettato da Giovan Battista Caniana; l'edificio venne ultimato nel 1770, elevato a prepositurale nel 1774 dal vescovo Marco Molin e consacrato il 21 ottobre del 1888 dal vescovo Gaetano Camillo Guindani.
Tra il 1965 ed il 1968 la chiesa fu restaurata e aggregata alla zona pastorale XVIII nel 1971, per poi entrare a far parte il 27 maggio 1979 del neo-costituito vicariato urbano Est.
Nel 1990 il campanile venne ristrutturato e consolidato.